# Kirchstättbach
Der Kirchstättbäch, im Oberlauf auch Spielberggraben genannt, ist ein kleiner Bach bei Obertrum am See, im nördlichen Flachgau im Land Salzburg. Er ist ein linker Nebenfluss der Mattig.

## Geographie

### Verlauf
Der Kirchstättbach entspringt als Spielberggraben zwischen Bruckmoos und Oberbruckmoos (Gemeinde Obertrum). Er fließt anfangs in Richtung Osten und wird kurz nach seiner Quelle zu einem kleinen Teich aufgestaut. Nachdem der Bach diesen verlässt ändert er seine Fließrichtung nach Nordosten und passiert dabei den Ort Oberbruckmoos in östlicher Richtung. Unterhalb von Oberbruckmoos nimmt der Bach von links einen kleinen Graben auf, der nordwestlich von Oberbruckmoos entspringt. Anschließend durchfließt er den Ort Spielberg (Gemeinde Obertrum), der namensgebend für seinen Oberlauf ist. Nach Verlassen von Spielberg trägt der Bach nun den Namen Kirchstättbach und fließt weiterhin in nordöstliche Richtung, wobei er sich immer mehr dem Gemeindezentrum von Obertrum nähert. Noch vor Erreichen des Zentrums nimmt der Bach einen weiteren wesentlichen Zubringer, der von der Ortschaft Mühlbach (Gemeinde Obertrum) kommt, von rechts auf. Anschließend durchfließt er das Gemeindezentrum und ändert seine Fließrichtung nun vollständig nach Norden. Auf seinen letzten 100 Metern Fließstrecke liegt neben ihm ein Weg, der über die Mattig bis zum Obertrumer See führt. Der Kirchstättbach verlässt das Zentrum von Obertrum und mündet dann schließlich von links in die hier noch als Mattigbach bezeichnete Mattig, die kurz darauf in den Obertrumer See mündet.

### Zuflüsse
- Graben von Oberbruckmoos (links), südwestlich der Ortschaft Spielberg (Gemeinde Obertrum)
- Graben von Mühlbach (rechts), nördlich des Gemeindezentrums von Obertrum

### Einzugsgebiet
Nordwestlich der Quelle des Kirchstättbachs entspringt der Strubach, der über den Achartinger Bach und den Reitbach zur Salzach entwässert. Nördlich haben der Haberbach und der Bischlsroiderbach ihre Quellen, die sich später vereinigen und ebenfalls in die Mattig münden.

## Hochwasser in Obertrum
2002 überschwemmte der Kirchstättbach gemeinsam mit der Mattig das Gemeindezentrum von Obertrum. Seither ist er nicht mehr so stark hochwasseranfällig, da er vor allem im Unterlauf hochwassersicher verbaut ist. Ähnliches findet sich auch am Bischlsroiderbach, am Haberbach, am Köllererbach und am Giglsederbach.